# (4604) Stekarstrom
(4604) Stekarstrom est un astéroïde de la ceinture principale.

## Description
(4604) Stekarstrom est un astéroïde de la ceinture principale. Il fut découvert le 18 septembre 1987 à Toyota par Kenzo Suzuki et Takeshi Urata. Il présente une orbite caractérisée par un demi-grand axe de 2,17 UA, une excentricité de 0,13 et une inclinaison de 1,4° par rapport à l'écliptique.